# Башкирське повстання (1735—1740)
Башкирські повстання 1735—1740 років — найбільше в серії башкирських повстань XVII—XVIII століть. Безпосереднім приводом для виступів башкирів стала діяльність Оренбурзької експедиції.

## Причини повстання
Основна причина полягала в побоюваннях башкирів втратити внаслідок російської експансії вотчинні права на землі, отримані за умовами приєднання до Росії. Крім того, башкири виступали за збереження системи внутрішнього самоврядування Башкортостану і виражали невдоволення зростанням податків, зловживаннями чиновників під час їх збирання, прагнули захистити свої культурно-релігійні та побутові традиції.
| "В цей час їх повстання отримують вже іншу основу; мусульманська пропаганда втрачає своє значення, надії на відновлення магометанского царства майже зникли, але башкири, вже раніше скаржилися на поодинокі захоплення їх земель, починають побоюватися за саме існування своїх земельних володінь. І справді колонізація суцільною стіною насувалася на Башкирію «— Башкири // Энциклопедический словарь Брокгауза и Ефрона : в 86 т. (82 т. и 4 доп. т.). — СПб., 1890—1907. (рос. дореф.) |

Характер, цілі, ідеї, рушійні сили повстання отримали в історіографії різну інтерпретацію. Одні історики бачать в ньому прояв соціальних і класових протиріч, підкреслюючи провідну роль соціальних низів башкирського етносу, вважають, що воно „стало озброєним протестом трудових мас проти феодального і національного гніту“ (І. Г. Акманов , А. Н. Усманов). Інші виходять з уявлень про специфічний характер взаємин Росії і Башкирії як етнополітичних систем різного рівня цивілізації і визначають характер російської присутності в Башкортостані як експансіоністський, а після приєднання до Росії тлумачать як форму підкорення, доводячи наявність у всіх повстанських рухах башкирів середньовічної ідеології вільного васалітет а. У Башкирських повстаннях визнається лідерство соціальних верхів, ідея відмови від російського підданства, його загальнонародний характер з ознаками преднаціонального руху і тенденцією створення своєї державності (А. С. Доннеллі, Р . Г. Кузьо, Р. Порталь, Н. В. Устюгов).

## Місце і етапи повстання
Повстання поширилося на всю територію Башкирії в межах її адміністративного устрою — Ногайської, Казанської, Сибірської, Осинського доріг, охопивши площа від річки Білій на заході до річки Тобол на сході і річки Яїк на півдні. Північна межа повстання доходила до міст Оса і Кунгур.
В історії повстання виділяють 3 етапи:
- 1-й — 1735—1736 рр. (Т. Зв. „Акаевщіна“)
- 2-й — 1737—1738 рр. (Т. Зв. „Повстання Бепені“) В 3-й — 1739—1740 рр. (Т. Зв. „Повстання Карасакал“)

## Хід бойових дій

### 1-й етап
Про підготовку Оренбурзької експедиції башкири дізналися в 1734 році з листа з Петербурга від башкирського старшини і мулли  Токчури Алмякова , адресованого Кільмяку Нурушеву — видному бію Ногайської дороги. В кінці 1734 і навесні 1735 років представники всіх 4 доріг з'їхалися на курултай, (поблизу сучасного селища Чесноковка Уфимського району). З побоювання втратити свої земель і свободи, вони, за свідченням П. І. Ричкова, башкири прийняли рішення
»… всіма силами опиратися і місто Оренбург (нині місто Орськ) будувати не давати, тлумачачи, що через те їм ніякої волі не буде ". </ blockquote> В кінці травня — початку червня 1735 башкири, які зібралися під Уфою під керівництвом Кільмяка Нурушева і Акая Кусюмова, направили до і. К. Кирилова двох представників з вимогою скасування рішення про будівництво Оренбург а. Посланці були піддані допиту і катуванням, один з них помер. Сигналом до повстання послужило просування експедиції Кирилова 15 червня 1735 року через Уфи до річки Ор. Перші зіткнення відбулися 1-6 липня: 3 тисячний загін К. Нурушева напав на роти Вологодського полку, що йшли слідом за експедицією з метою її охорони.
Влітку 1735 року масовий рух башкирів охопило всю європейську частину Башкирії. Нападу піддалися російські села під Уфою, Табинской фортеця, в облозі опинилися Мензелинськ і інші населені пункти. У серпні був розгромлений продовольчий обоз, що йшов з Теченской слободи в Оренбург. Основні сили повстанців зосередилися в закруті річки Білої і вздовж річки Дёми. У столиці про початок повстання дізналися в кінці липня. Для боротьби з ним була створена Комісія башкирських справ. На чолі її і в якості головного командира збройними силами в Башкирію 13 серпня 1735 року був призначений генерал-лейтенант А. І. Румянцев. У його розпорядження надійшли 3 регулярних полку, 500 яїцьких козаків, 3000 калмиків. Проти повстанців було проведено ряд каральних експедицій. Загальна чисельність каральних загонів перевищувала 20 тисяч осіб. Найбільшою і жорстокої з'явилася розправа А. І. Тевкелева з башкирами села Сеянтус Баликчінской волості.
Урядові  укази від 11 лютого 1736 і від 16 лютого 1736 року було націлені на встановлення контролю над системою внутрішнього самоврядування в Башкирії. Особливу неприязнь у башкирів викликали положення указів, спрямовану на ліквідацію недоторканності їх вотчинного земельного фонду. Один з осередків повстання сформувався на території майбутньої Ісетської провінції, що примикала до Сибірської дороги Башкирії. Навесні 1736 року нападу башкирів піддалися Утятська, Крутихинська слободи, Окуневський острог, Польовський завод. Боротьба з повстанцями в цьому районі здійснювалася військової командою на чолі з  В. Н. Татищев.

### 2-й етап
Причинами нового підйому повстання з'явилися жорстоке придушення руху в 1735—1736 роках, важкі умови принесення винних. Першими навесні 1737 року виступили башкири Сибірської і Осинської доріг. У квітні-травні повстанці нападали на Чебаркульську, Челябінську, Красноуфимську фортеці.
Взимку-навесні 1738 року на території Сибірської, Осинський і Ногайської доріг повстання спалахнуло знову. У квітні-травні башкирські загони атакували Чебаркульську, Челябінську, Красноуфимську фортеці, Ревдинський завод, у червні вели бої з урядовими командами полковника І. С. Арсеньєва і майора Люткіна. Карателями під керівництвом начальника Комісії башкирських справ Л. Я. Соймонова влітку-восени 1738 року був розорене і спалено понад 30 сіл, вбито близько 900 осіб.
Найбільшою великою операцією повсталих був напад загону під керівництвом батира Кусяпа Султангулова на військовий табір генерала Л. Я. Соймонова. Заходи розроблені влітку Татищев і Соймоновим по оточенню Башкирії військами, привели до припинення активних дій повстанців і викликали початок переговорів. У вересні 1738 року видатні ватажки башкирів Бепеня Торопбердін і  Аллазіангул Кутлугузін  прийшли з повинною.

Начальник Оренбурзької експедиції В. Н. Татищев вважав що башкири навряд чи зуміють знову підняти повстання. Він доповідав в уряд обстановку в краї:
 ".. Дві найнебезпечніші — Казанська і Ногайський — дороги так розорені, що ледь половина залишилося, а протчем — Осінський і Сибірська дороги — хоча й не так пропало, однак у всіх коня і худобу пропали, села пожже, і не маючи їжі, багато з голоду померли .. «—  Історія Башкортостану. Ч 1. Під ред. І. Г. Акманова. Уфа: Кітап, 1996.- С.106 

### 3-й етап
Приводом для відновлення повстання стало рішення влади про перепис населення Башкирії, що почалася в січні 1739 року. Перепис сприймалася як засіб обкладання новими податками, зокрема подушним. Саботаж цього заходу башкирами, вимоги видачі паспортів їх представникам для поїздки в Петербург з чолобитною змусили призупинити перепис. На 3-му етапі відродилася ідея колишніх башкирських повстань — відмова від російського підданства. Одна група башкирів на чолі з Юлдаш-муллою в пошуках нового покровителя звернулася за підтримкою до джунгар. Інші башкири орієнтувалися на союз з казахами, але Молодший і Середні жузи відмовили повстанцям в допомоги та заступництво. У грудні 1739 перепис населення відновилася. Башкири і раніше ігнорували її, але населення створених в краї фортець було враховано. На рубежі 1739—1740 років з'явилася Переписна книга Челябінськ ой фортеці. У січні 1740 на чолі повстання став новий ватажок — Карасакал, проголошений  ханом Башкирії  під назвою  'Султангірей' . Повстання знову набуло форми збройних зіткнень. Видатними ватажками повстанців з оточення Карасакал а були  Аллазіангул Кутлугузін ,  Мандару Карабаєв . Повстання охопило всю територію Сибірської дороги. З середини березня під ударами  Арсеньєва ,  Павлуцького ,  князя Путятіна  і С. Ф. Кублицький повсталі відступили в гори. Карасакал перебрався на територію Ногайської дороги. На останньому етапі загострилася боротьба повстанців і „вірних башкирів“, які воювали на боці російських військ. У травні — червні 1740 загін Карасакал зазнав ряд поразок. 3 червня команда Павлуцького наздогнала повстанців в районі річки Тобол, де повстанці зазнали поразки. Залишки загону з пораненим Карасакалом пішли в казахські степи, за річку Яїк. Операція зі знищення повстанців, які сховалися в горах і лісах, тривала до кінця вересня 1740 року.

## Підсумки повстання
Башкирські повстання в 1735—1740 рр. є найбільшим виступом башкирів за всю історію багатовікової боротьби народу після приєднання Башкирії до Російської держави.
Сучасник тих подій П. І. Ричков наводить такі дані щодо покарання повсталих:

Також він так описує екзекуції, до яких В. А. Урусов приступив восени 1740 в Оренбурзі і сакмарська:
»… Одинадцять чоловік, і в тому числі згаданого Карасакал сім осавулів за ребра, восімдес'ят людина за шию повісили, двадцять одній людині відсічені голови і встромлені на кілки, в тому числі і самого найголовнішого порушника башкирського Аландзі Айгуль, який частопомянутого Карасакал придумав, голова відсічена у мертвого, бо він, як везли його під вартою в Оренбург, сам себе вбив тим, що не пив, не їв більше десяти днів, а іншим Залишається лиходіям екзекуція була 17 вересня, після прибуття його, генерал-лейтенанта в сакмарська, де ста двадцяти людям відсічені голови, п'ятдесят чоловік повішено та триста одна людина покарані відрізання носів і вух … "
З огляду на, що командою генерал-лейтенанта князя Урусова покарані урізанням носів і вух 301 чоловік, Ричков все призводить до загальної суми — 28491 осіб. Незважаючи на те що його дані по жертвам неповні, але все ж вони дають певне уявлення про жорстокий характер придушення повстання.
 
Російський історик  Б. Е. Нольде у своїй книзі представив наступну статистику підсумків повстання : 
 «16634 страчених, 3236 висланих; 12283 коня, конфіскованих в якості штрафу, 6076 убитих коней, 696 зруйнованих сіл ... »
За підрахунками американського історика А. С. Доннеллі, з башкирів загинув кожен четвертий чоловік. В ході даного повстання багато спадкові землі башкирів були забрані і передані служивим Мещеряков.
За Г. К. Валєєва, крім самих повстанців, було роздано дружин і дітей обох статей для поселення всередину Росії 8380 чоловік . Не піддається підрахунками і залишили назавжди свою батьківщину башкир, які втекли від карателів до казахам і калмикам. З них більша частина потрапила в полон і стали рабами місцевих феодал. Багато із захоплених в полон учасників, а також їхні діти та дружини також були хрещені і віддані російським «охочим людям», непокірних — стратили. Наприклад, в квітні 1738 року в Єкатеринбург е був спалений  Тойгільдя Жуляков  — один з новокрещен, «за те, що, хрестячись, прийняв таки магометанський закон», в квітні 1739 року було спалено хрещену башкирку Кісябіку Байрясову, що тричі намагалася втекти на батьківщину до одновірців.
Всього в ході повстання 1735—1740 рр. були вбиті, страчені або заслані на каторгу понад 40 тис. (за даними В. Н. Татіщева, близько 60 тис.) башкирів.